# Steffan Pandya
Steffan Pandya (* 30. September 1971) ist ein englischer Badmintonspieler. 

## Karriere
Steffan Pandya wurde 1989 und 1990 englischer Juniorenmeister. Bei den Junioren-Europameisterschaften 1989 gewann er des Weiteren Bronze. 1992 siegte er bei den Czechoslovakian International, 1998 bei den Iceland International.

## Sportliche Erfolge
| Saison | Veranstaltung                             | Disziplin    | Platz | Name                          |
| ------ | ----------------------------------------- | ------------ | ----- | ----------------------------- |
| 1989   | England: Einzelmeisterschaft der Junioren | Herreneinzel | 1     | Steffan Pandya                |
| 1989   | Junioren-Europameisterschaft              | Herreneinzel | 3     | Steffan Pandya                |
| 1990   | England: Einzelmeisterschaft der Junioren | Herreneinzel | 1     | Steffan Pandya                |
| 1990   | England: Einzelmeisterschaft der Junioren | Herrendoppel | 1     | Robert Nock / Steffan Pandya  |
| 1992   | Czechoslovakian International             | Herrendoppel | 1     | Steffan Pandya / Anthony Bush |
| 1998   | Iceland International                     | Herreneinzel | 1     | Steffan Pandya                |

## Referenzen
- Steffan Pandya beim Badminton-Weltverband

| Personendaten    | Personendaten               |
| ---------------- | --------------------------- |
| NAME             | Pandya, Steffan             |
| KURZBESCHREIBUNG | englischer Badmintonspieler |
| GEBURTSDATUM     | 30. September 1971          |